# Балашов, Иван Петрович
Иван Петрович Балашов (1842—1924) — русский обер-егермейстер; действительный статский советник.

## Биография
Происходил из дворянского рода Балашовых; внук — министра полиции генерал-адъютанта А. Д. Балашова и генерал-фельдмаршала светлейшего князя И. Ф. Паскевича. Сын камергера П. А. Балашова (1811—1845) и фрейлины Александры Ивановны (1818—1845), урождённой княжны Паскевич; брат — обер-егермейстер и член Государственного совета Н. П. Балашов; племянник — член Государственной думы П. Н. Балашов.
Родился 19 февраля (3 марта) 1842 года в Санкт-Петербурге, крещён 17 марта 1842 года в церкви Св. Великомученика Пантелеймона при восприемстве деда И. Ф. Паскевича и графини А. Г. Лаваль.
В службе и классном чине с 1861 года. В 1869 году пожалован в звание камер-юнкера. В 1879 году произведён в действительные статские советники и в звание камергера, причислен к Первому отделению Собственной Его Императорского Величества канцелярии, с назначением членом Кавказского комитета. В 1889 году удостоен придворного звания «в должности егермейстера». В 1892 году произведён в егермейстеры.
В 1905 году пожалован в обер-егермейстеры, вице-президент Императорского Общества поощрения художеств и почётный член Русского Общества Красного креста. Был награждён всеми российскими орденами вплоть до ордена Святого Владимира I степени и ордена Святого Александра Невского с бриллиантовыми знаками, пожалованными ему 22 апреля 1907 года.
Скончался в 1924 году по другим данным в 1919 году в Петрограде